# Shoukei
Shoukei (祥瓊?) es un personaje de la novela y anime The Twelve Kingdoms. Es uno de los personajes principales en Kaze no Banri, Reimei no Sora (風の万里　黎明の空 Mil millas de viento, el cielo del amanecer?), la cuarta novela de la saga correspondiente a los eventos sucedidos desde los episodios 23 a 39 de la serie de anime. Su actriz hispanoamericana de doblaje es Pepa Agudo.

## Trasfondo

### Pasado
Hace 46 años un humilde y virtuoso funcionario del reino de Hou llamado Sonken y su esposa tuvieron una hija a la que llamaron Sonshi, cuando la joven cumplió trece años su padre fue elegido por el kirin del reino como Chuutatsu, el nuevo soberano, y así ella y su madre obtuvieron la inmortalidad al ascender ambas el estatus de sennin; siendo Sonken a partir de ese día rebautizada con el nombre Shoukei y convertida en la princesa de Hou.
Siendo princesa, Shoukei llevaba una vida opulenta en el palacio real, entonces era tan hermosa que fue conocida como "La joya del palacio" no solo por su notable habilidad en el canto y baile, sino también porque se decía que su belleza, no se comparaba con la de ninguna otra chica del reino. Su padre no le permitía salir del palacio argumentando que una existencia tan especial como ella debía mantenerse lejos de todo lo mundano y su mala influencia, allí era atendida en todo momento por gran cantidad de sirvientas que satisfacían cualquier capricho suyo; según su padre, permitiéndole vivir de este modo, lograría mantenerla libre de todo pecado; sin embargo esto solo la mantuvo desligada de lo que sucedía en el reino, volviéndola alguien hedonista y soberbia que pensaba en sí misma como alguien superior y ajena a los problemas mundanos, por lo que tampoco le interesaba saber de lo que sucedía fuera del palacio, donde su padre implementó políticas de austeridad y honradez para intentar lograr su sueño utópico de crear una sociedad decente, libre de corrupción y deshonestidad. 
A medida que pasaba el tiempo y sus ingenuas políticas no daban frutos, Chuutatsu comenzó a perder la paciencia, obsesionándose más y más con lograr resultados por lo que comenzó a implementar castigos radicales a los crímenes, aun así nada mejoró y pronto comenzó a castigar hasta la más mínima falta con la pena de muerte, esto fue aprovechado por Kaka, su esposa, quien levantaba falsas acusaciones contra quienes no eran de su agrado para que su esposo los ejecutara y también contra las mujeres que consideraba atractivas para prevenir que alguien llegara a poner en duda que su hija era la más hermosa. Pronto el cielo hizo ver su descontento ante el sufrimiento del pueblo enviando el Shitsudō al kirin como advertencia para que el rey rectificara su camino, sin embargo Chuutatsu, convencido de siempre obrar virtuosamente, razonó que el cielo lo castigaba por no lograr resultados ante las faltas del pueblo y por ello desató masacres y carnicerías que acabaron con la vida de 60.000 súbditos. Ante todo esto, Shoukei no mostró el más mínimo interés ya que su única preocupación era tener lujos, ser alabada y consentida por los sirvientes del palacio.

### La rebelión en Hou
Después de treinta años en el trono, al pueblo se le hicieron intolerables el abuso y las masacres de Chuutatsu, iniciaron una rebelión contra el gobierno. Esta rebelión fue guiada por Gekkei, gobernante de la provincia de Kei y uno de los seguidores más leales y que más amor sentía por su rey, sin embargo estos mismos sentimientos le hacían imposible ver como cada día se alejaba más de ser el hombre humilde y amable que una vez fue y se convertía en una de las peores tragedias del reino, por ello guio un levantamiento al que se adhirieron los ejércitos de ocho provincias del reino, asaltando el palacio con 100.000 soldados que rápidamente diezmaron a los 300 guardaespaldas reales para posteriormente ejecutar al rey, al kirin y la reina; sin embargo consciente de que la princesa no había tomado parte activa en los actos de sus padres, pero también que era una mujer pretenciosa y egocéntrica, decide perdonar su vida a cambio de revocar su estatus de inmortal y enviarla a la provincia de Kei para que viviese en la humilde aldea de Shindou en la comarca de Han, con una nueva identidad como una pobre campesina huérfana llamada Jiokuyo, allí es ingresada en un Rike, un asilo para huérfanos y ancianos donde Gobo, la administradora del lugar descubre su identidad y se dedica a martirizarla haciéndola trabajar a tal punto que su cabello y ojos se decoloraron, explicando que guarda un gran resentimiento contra Chuutatsu después que ordenara asesinar a su hijo porque arrojó una piedra en protesta durante la ejecución de un niño.
Luego de vivir tres años en la aldea, debiendo trabajar y sin ningún privilegio, siempre acumulando resentimiento hacia el resto y pensándose superior a todos, su identidad es descubierta por los demás aldeanos quienes intentan ejecutarla descuartizándola viva en venganza por los actos de su padre, pero Gobo, deseando respetar los deseos de Gekkei, pide al ejército que intervenga. Tras esto Gekkei decide enviarla asilada al reino de Kyou, cuya reina es una mujer de carácter fuerte y tosco pero benévola y justa en sus actos

### El reino de Kyou
Aunque la muchacha cree que su nueva vida en el palacio de Kyou significará recuperar su estatus de sennin y vivir en la opulencia y los lujos mantenida por la reina, luego de llegar al palacio, la reina Shushou comprende de inmediato que el orgullo y la vanidad de Shoukei no han desaparecido por lo que la trata de manera cruel y no solo se niega a darle la inmortalidad sino también la convierte en una criada del lugar en un intento de acabar con su actitud altiva y presuntuosa e inculcarle humildad.
El resentimiento de Shoukei aumenta día a día y al enterarse de que el reino de Kei ha obtenido como nuevo gobernante a Yōko, una joven Kaikiaku, su ego y envidia de ver a alguien más obtener la vida de palacio que tanto anhela hacen que en su mente este hecho se distorsione hasta pensar que Yōko le ha robado lo que le corresponde por derecho, al no soportarlo más, decide robar algunos trajes y joyas del palacio y escapa, su descabellado objetivo es llegar al reino de Kei donde cree poder infiltrarse al palacio y ganarse el cariño de Yōko para posteriormente traicionarla y robar el trono.
En medio de su viaje llega a Ryu, donde conoce a Rakushun, quien se encuentra viajando para iniciar sus estudios en el Daigaku de En, allí es capturada por los oficiales del gobierno de Ryu con las mercancías que robó, pero después de intentar en vano culpar a Rakushun por sus crímenes, sin lograr engañarlos, tiene que sobornar a los oficiales para salir en libertad perdiendo así todo su botín. Luego de eso, Rakushun la acompaña en parte de su viaje y con él aprende lo equivocada que estaba sobre la vida, de esta forma los celos que sentía por Yōko se van disipando. Una vez que llega a Kei, ve a un hombre condenado a ser crucificado en la ciudad de Meikaku, la capital de la provincia de Wa que está siendo oprimida por Shoukou, el gobernador, para hacer parecer que la reina los hace sufrir. Recordando la brutal muerte de su padre, toma valor y arroja una piedra contra los soldados, quienes comienzan a perseguirla. Allí, sin ella saberlo, es salvada por Yōko, quien viaja de incógnito

### La rebelión en Kei
Luego de ser salvada por Yōko, se encuentra con un grupo de mercenarios, que en realidad son los revolucionarios de Meikaku, quienes intentan enfrentarse a Shoukou y desenmascarar sus acciones por lo que decide unirse a ellos, irónicamente incluso acaba haciendo por iniciativa propia las labores domésticas para el grupo, gracias a esto se encuentra con Suzu y luego con Yōko, naciendo entre las tres rápidamente una fuerte amistad a pesar de que todas ignoran la verdadera identidad y motivaciones de las otras.
Durante el enfrentamiento con Shoukou, Yōko les revela su verdadera identidad y tras derrotar y revelar las intrigas que llevaron al gobernador y demás funcionarios corruptos a conspirar, invita a ambas a quedarse con ella en el palacio como sus colaboradoras cercanas. Sin embargo, según la versión animada, Shoukei rechaza la invitación ya que siente que debe volver a Kyou para pagar su falta con la reina, pero cuando regresa a afrontar su castigo la reina Shushou nota de inmediato el cambio en la joven y fingiendo que la está castigando por el robo, la exilia al reino de Kei, de modo que puede aceptar la petición de Yōko y acaba siendo escribano de la reina